# Gouvernements d'États des États-Unis
Les gouvernements d'État des États-unis sont les institutions exécutives, législatives et judiciaires de chaque État des États-Unis. Les États-Unis se composent de 50 États : 13 faisaient déjà partie des États-unis au moment de l'entrée en vigueur de la Constitution en 1789, et 37 autres ont été admis depuis par le Congrès en vertu de la section 3 de l'article IV de la Constitution.
Chaque État a sa propre constitution, son propre gouvernement, et ses propres lois. La Constitution des États-Unis dispose uniquement que chaque État doit avoir « un Gouvernement Républicain » (a Republican Government). Par conséquent, il existe souvent de grandes différences dans la loi des États en ce qui concerne la propriété, le crime, la santé, l'éducation, et encore d'autres sujets.
À la tête de l'exécutif du gouvernement de l'État se trouve le Gouverneur, élu pour 4 ans ou 2 ans selon les États, qui dispose d'un cabinet. Chaque gouvernement d'État a aussi ses propres institutions législatives élues, ainsi que son propre système juridique composé de tribunaux de première instance, de cours d'appel, et d'une cour suprême.